# Komasacja

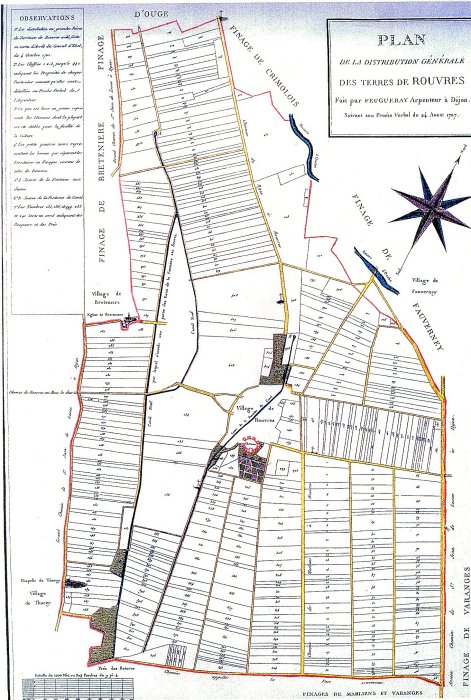
Mapa przykładowego terenu przed komasacją (Francja)

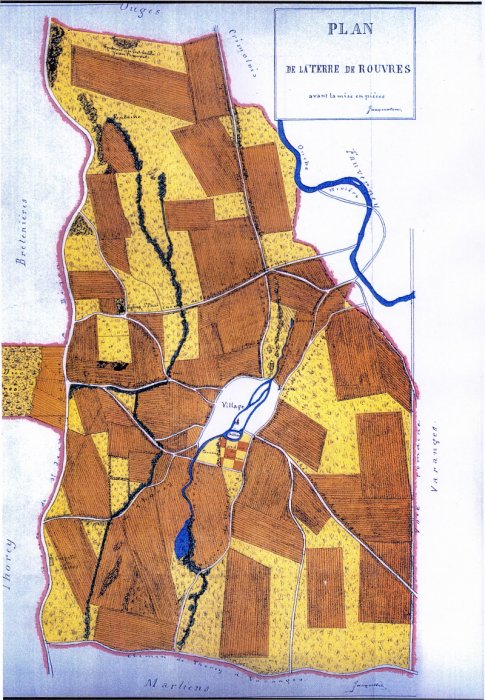
Mapa tego samego terenu po komasacji (Francja)

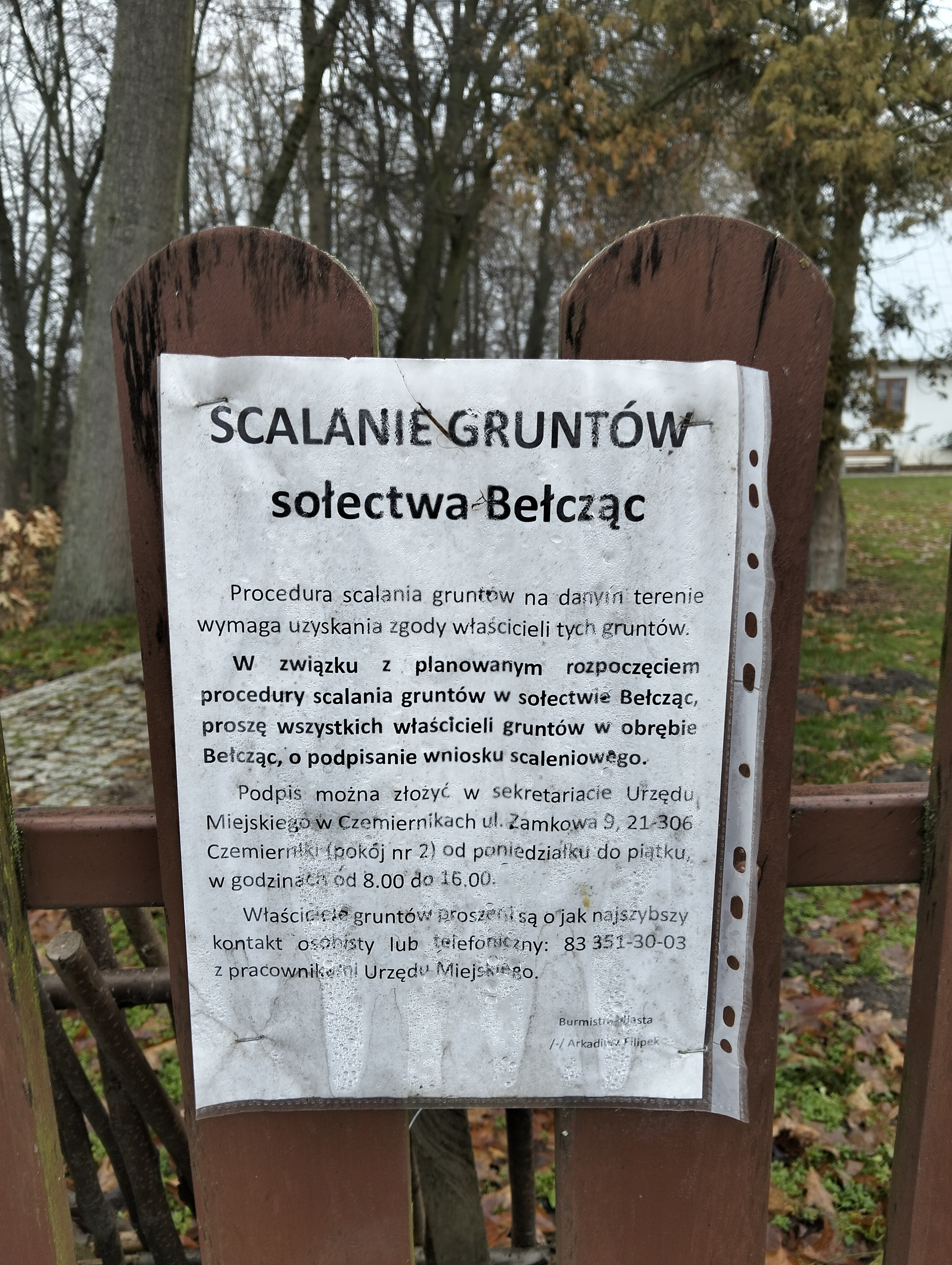
Scalanie gruntów we wsi Bełcząc (województwo lubelskie)

Komasacja (także: komasacja gruntów, scalanie gruntów; łac. commasso = scalam) – scalanie gruntów przez wymianę między właścicielami w celu przekształcenia gruntów rozdrobnionych w obszary odpowiadające wymogom prawidłowego gospodarowania.
Komasacja jest to zamiana nieruchomości rozdrobnionych (tzw. szachownicy pól, czyli wielu niewielkich działek o rozmaitym kształcie i rozmiarze, położonych często w znacznej od siebie odległości) lub o nieprawidłowej konfiguracji, należących do różnych podmiotów i znajdujących się na określonym obszarze w celu tworzenia korzystniejszych warunków gospodarowania w rolnictwie i leśnictwie, poprawy struktury obszarowej gospodarstw rolnych, lasów i gruntów leśnych, racjonalnego ukształtowania rozłogów gruntów, dostosowania granic nieruchomości do systemu urządzeń melioracji wodnych, dróg oraz rzeźby terenu. Czasami scalaniu gruntów może także towarzyszyć podział gruntów wspólnych.
Poprzez scalenie gruntów tworzy się gospodarstwa o zwartej powierzchni, starając się przy tym aby zachowana została ich struktura posiadania. Jednak zazwyczaj uwzględnia się przy tym także bonitację gleby, co może powodować modyfikację tej struktury. Głównym celem operacji scalania gruntów jest umożliwienie prowadzenia racjonalnej gospodarki rolnej.
Obecnie regulacje prawne w zakresie scalania zawiera ustawa z dnia 26 marca 1982 o scalaniu i wymianie gruntów (Dz.U. z 2023 r. poz. 1197).

## Komasacja w Polsce
Postępowanie scaleniowe jest przymusowe. W postępowaniu oprócz uregulowania wzajemnych stosunków prawnych właścicieli gruntów przeprowadza się też wytyczenie nowych dróg, zniesienie służebności oraz likwidację wspólnot. W Polsce w okresie międzywojennym w czasie komasacji przeprowadzanych w latach 1919–1939 scalono obszar około 859 000 gospodarstw.
W okresie Polski Ludowej postępowanie scaleniowe przeprowadzano w trzech etapach:
- etap pierwszy – to wydanie przez prezydium właściwej rady narodowej decyzji o komasacji na wniosek co najmniej połowy posiadaczy gruntów.
- etap drugi – to dokonanie klasyfikacji i pomiaru gruntów.
- trzeci etap – to opracowanie projektu i warunków wymiany oraz zatwierdzenie go przez prezydium powiatowej rady narodowej[5].